# Wives and Daughters (mini-série, 1999)
Wives and Daughters est une mini-série britannique en quatre épisodes de 75 minutes d'après le roman éponyme d'Elizabeth Gaskell, produite par Sue Birtwistle, sur un scénario de Andrew Davies, diffusée entre le 28 novembre et le 19 décembre 1999 sur BBC One.
Cette série est inédite dans tous les pays francophones.

## Synopsis
Veuf depuis de nombreuses années, le docteur Gibson décide de se remarier avec Hyacinth Kirkpatrick, veuve elle aussi, et ancienne gouvernante des filles de Lady Cumnor sous le nom de Clare. La vie de Molly Gibson en est totalement bouleversée. Elle accueille cependant amicalement la très belle et très charmante Cynthia, la fille de sa belle-mère, qui devient son amie. Mais Molly, qui est traitée comme la fille qu'elle a perdue par la famille du squire Hamley, découvre bientôt que Cynthia est sa rivale dans le cœur de Roger Hamley, qu'Osborne Hamley cache un secret et que le passé de la belle et fantasque Cynthia est bien mystérieux.
Le roman étant inachevé, mais avec une fin prévisible, le scénariste Andrew Davies en propose une version correspondant plus à la sensibilité actuelle qu'à l'époque victorienne.

## Distribution
- Justine Waddell : Molly Gibson[2]
- Bill Paterson : le docteur Gibson
- Francesca Annis : Hyacinth Gibson (Clare)
- Keeley Hawes : Cynthia Kirkpatrick
- Tom Hollander : Osborne Hamley
- Anthony Howell (en) : Roger Hamley
- Sir Michael Gambon : le squire Hamley
- Barbara Flynn (en) : Miss Browning
- Deborah Findlay (en) : Miss Phoebe
- Iain Glen : Mr Preston
- Barbara Leigh-Hunt : Lady Cumnor
- Ian Carmichael : Lord Cumnor
- Rosamund Pike ; Lady Harriet
- Tonia Chauvet : Aimée
- Penelope Wilton : Mrs Hamley
- Shaughan Seymour : Lord Hollingford
- Dariel Pertwee : Lady Cuxhaven
- Tim Wallers : Mr Henderson
- Jemima Rooper : Lizzie Goodenough

## Fiche technique
- Durée : 301 minutes
- Réalisateur : Nicholas Renton
- Scénario : Andrew Davies
- Producteur : Sue Birtwistle pour la BBC et Rebecca Eaton pour WGBH Boston
- Musique originale : John E. Keane
- Image : Fred Tammes
- Décors : Gerry Scott
- Costumes : Deirdre Clancy
- Direction artistique : John Collins et Mark Kebby

## Récompenses
- BAFTA TV Award 2000 :

meilleur acteur : Michael Gambon ;
décors : Gerry Scott ;
maquillages et coiffures : Lisa Westcott ;
éclairage et prises de vues : Fred Tammes
- Broadcasting Press Guild Awards 2000

meilleure actrice : Justine Waddell
meilleure série dramatique
- Royal Television Society Television Award 2000 :

meilleur acteur : Michael Gambon
maquillages et coiffures : Lisa Westcott

## Lieux de tournage

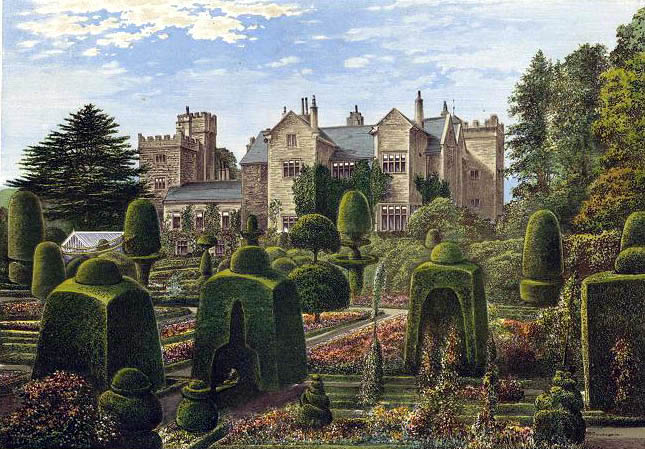
Levens Hall, gravure ancienne (1880)

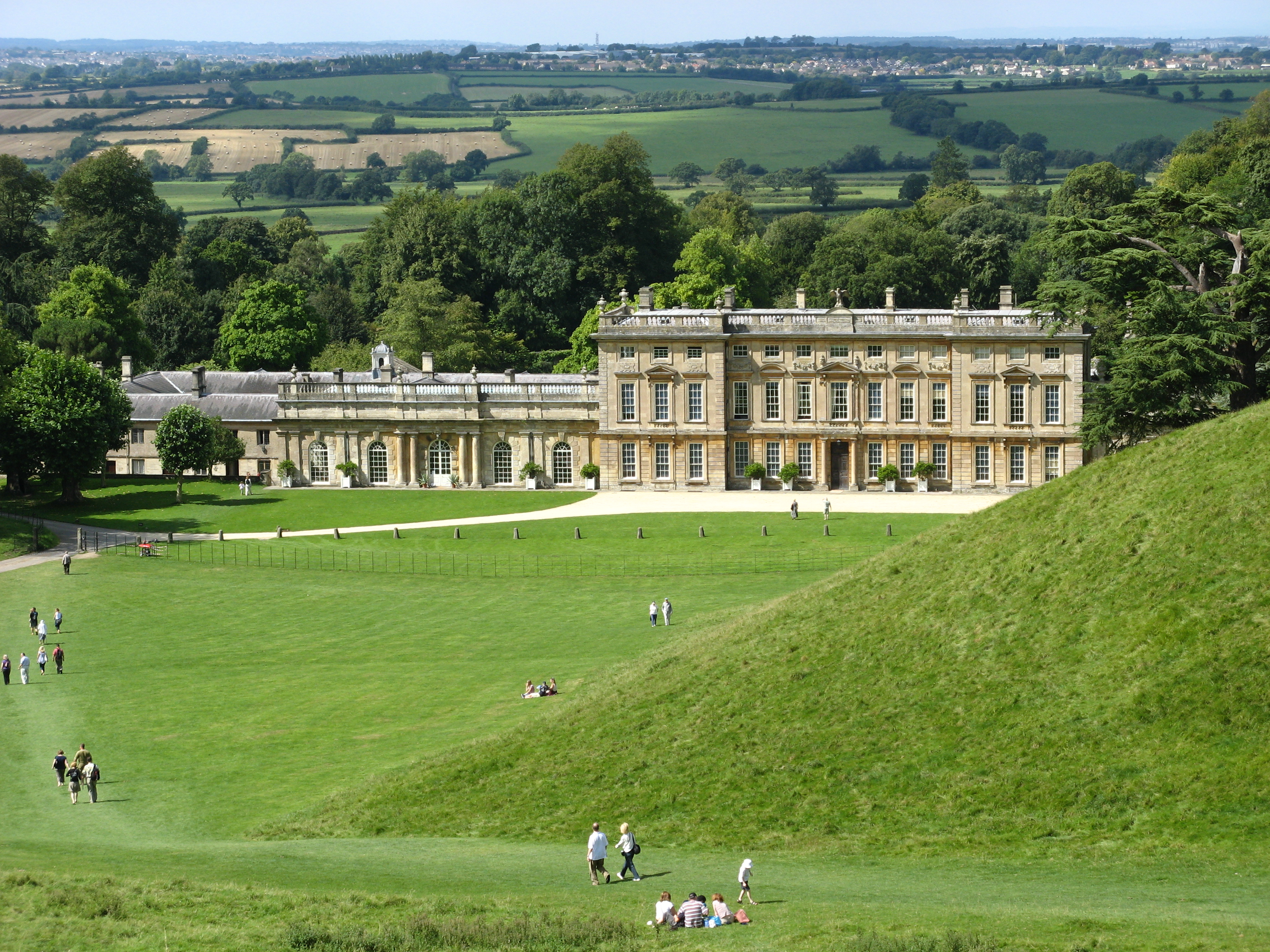
Dyrham Park

- Charlestown, Cornouailles, Angleterre, Royaume-Uni
- Corsham Court, Wiltshire, Angleterre, Royaume-Uni
- Dyrham Park, Dyrham, Gloucestershire, Angleterre, Royaume-Uni (extérieurs divers)
- Levens Hall, Levens, Cumbria, Angleterre, Royaume-Uni (Hamley Hall, intérieurs)
- Manor House, Great Chalfield, Wiltshire, Angleterre, Royaume-Uni (Hamley Hall, les extérieurs)
- Marshfield, Gloucestershire, Angleterre, Royaume-Uni (Hollingford)
- Syon House, Syon Park, Brentford, Middlesex, Angleterre, Royaume-Uni (le bal à Londres)
- Wentworth Woodhouse, Wentworth, Yorkshire du Sud, Angleterre, Royaume-Uni (Cumnor Towers)
- Ainsi que dans les studios de Elstree Studios, Borehamwood, Hertfordshire, Angleterre, Royaume-Uni